# Michelle Dockery
Michelle Dockery (Romford, Londres, 15 de dezembro de 1981) é uma atriz britânica de teatro, televisão e cinema. Ela é mais conhecida por seu papel de Lady Mary Crawley na série Downton Abbey, pelo qual foi nomeada ao Emmy de melhor atriz em série dramática.

## Primeiros anos e educação
Michelle Dockery é a filha mais nova das três de Michael Dockery, natural de Athlone, Irlanda, e sua esposa Lorraine, de Stepney, East End de Londres.
Nascida e criada em Romford, Londres, Michelle foi educada na Chadwell Heath Foundation School, depois conhecida como Chadwell Heath Academy. Mais tarde, ela treinou atuação na Finch Stage School e no Guildhall School of Music and Drama, onde se graduou em 2004.

## Filmografia

### Filmes
| Ano  | Título                         | Papel                  | Notas          |
| ---- | ------------------------------ | ---------------------- | -------------- |
| 2010 | Spoiler                        | Garota gótica          | Curta-metragem |
| 2010 | Shades of Beige                | Jodie                  | Curta-metragem |
| 2011 | Hanna                          | Falsa Marissa          |                |
| 2012 | Anna Karenina                  | Princesa Myagkaya      |                |
| 2014 | Non-Stop                       | Nancy                  |                |
| 2015 | Self/less                      | Claire Hale            |                |
| 2017 | The Sense of an Ending         | Susie Webster          |                |
| 2019 | Downton Abbey                  | Mary Crawley           |                |
| 2019 | The Gentlemen                  | Rosalind "Roz" Pearson |                |
| 2022 | Downton Abbey: A New Era       | Mary Crawley           |                |
| 2023 | Boy Kills World                | Melanie van der Koy    |                |
| 2024 | Here                           |                        | Pós-produção   |
| ?    | Please Don't Feed the Children |                        | Pós-produção   |
| ?    | Flight Risk                    |                        | Pós-produção   |

### Televisão

#### Telefilmes
| Ano  | Título                                   | Papel               | Notas |
| ---- | ---------------------------------------- | ------------------- | ----- |
| 2006 | Hogfather                                | Susan/Death of Rats |       |
| 2007 | Consent                                  |                     |       |
| 2008 | Poppy Shakespeare                        | Dawn                |       |
| 2009 | Red Riding: In the Year of Our Lord 1974 | Kathryn Taylor      |       |
| 2009 | Red Riding: In the Year of Our Lord 1983 | Kathryn Taylor      |       |
| 2009 | The Courageous Heart of Irena Sendler    | Ewa Rozenfeld       |       |
| 2009 | The Turn of the Screw                    | Ann                 |       |
| 2012 | Henry IV, Part 1                         | Lady Percy          |       |

#### Séries
| Ano       | Título             | Papel          | Notas                            |
| --------- | ------------------ | -------------- | -------------------------------- |
| 2005      | Fingersmith        | Betty          |                                  |
| 2005      | Dalziel and Pascoe | Aimee Hobbs    | (2 episódios)                    |
| 2005      | Heartbeat          | Sue Padgett    | (1 episódio: "Take Three Girls") |
| 2009      | Waking the Dead    | Gemma Morrison | (2 episódios)                    |
| 2009      | Return to Cranford | Erminia Whyte  | Minissérie (2 episódios)         |
| 2010      | Downton Abbey      | Mary Crawley   | (52 episódios : 2010-2015)       |
| 2016-2017 | Good Behavior      | Letty Dobesh   | 20 episódios                     |
| 2017      | Angie Tribeca      | Victoria Nova  | Episódio: "Turn Me On, Geils"    |
| 2017      | Godless            | Alice Fletcher | 7 episódios                      |
| 2020      | Defending Jacob    | Laurie Barber  | Elenco principal                 |

### Teatro
| Ano  | Título                   | Papel                      | Local                       | Prêmios e indicações                                                                          |
| ---- | ------------------------ | -------------------------- | --------------------------- | --------------------------------------------------------------------------------------------- |
| 2004 | His Dark Materials       | Jessie/ substituta de Lyra | National Theatre            |                                                                                               |
| 2005 | Henry IV Parts I e II    | Carregadora                | National Theatre            |                                                                                               |
| 2005 | The UN Inspector         | Ativista feminina          | National Theatre            |                                                                                               |
| 2005 | Pillars of the Community | Dina                       | National Theatre            | Nomeada — Ian Charleson Award de "Melhor Atriz"                                               |
| 2007 | Dying for It             | Cleópatra                  | Almeida Theatre             |                                                                                               |
| 2007 | Pygmalion                | Eliza Doolittle            | Turnê no Reino Unido        | Ian Charleson Award de "Melhor Atriz" Nomeada — Evening Standard Award de "Melhor Nova Atriz" |
| 2008 | Uncle Vanya              | Yelena                     | Turnê no Reino Unido        |                                                                                               |
| 2008 | Pygmalion                | Eliza Doolittle            | Old Vic Theatre             | Ian Charleson Award de "Melhor Atriz" Nomeada — Evening Standard Award de "Melhor Nova Atriz" |
| 2009 | Burnt By The Sun         | Maroussia                  | National Theatre            | Nomeada — Olivier Award de "Melhor Atriz Coadjuvante"                                         |
| 2010 | Hamlet                   | Ophelia                    | Crucible Theatre, Sheffield |                                                                                               |

## Prêmios e Indicações

#### Emmy Awards
| Ano  | Categoria                               | Indicação     | Notas    |
| ---- | --------------------------------------- | ------------- | -------- |
| 2012 | Melhor Atriz em Série Dramática         | Downton Abbey | Indicado |
| 2013 | Melhor Atriz em Série Dramática         | Downton Abbey | Indicado |
| 2014 | Melhor Atriz em Série Dramática         | Downton Abbey | Indicado |
| 2018 | Melhor Atriz em Minissérie ou Telefilme | Godless       | Indicado |